# Абдельмажид Буйбуд
Абдельмажид Буйбуд (араб. عبد المجيد بويبوض, нар. 24 жовтня 1966) — марокканський футболіст, що грав на позиції нападника.
Виступав, зокрема, за клуби «Відад» (Касабланка) та «Белененсеш», а також національну збірну Марокко.

## Клубна кар'єра
У дорослому футболі дебютував 1986 року виступами за команду «Відад» (Касабланка), в якій провів вісім сезонів. 
Своєю грою за цю команду привернув увагу представників тренерського штабу клубу «Белененсеш», до складу якого приєднався 1994 року. Відіграв за клуб Лісабона наступні чотири сезони своєї ігрової кар'єри.
Завершив ігрову кар'єру у команді «Ухань Хунтао», за яку виступав протягом 1999 року.

## Виступи за збірну
У 1990 році дебютував в офіційних матчах у складі національної збірної Марокко.
У складі збірної був учасником Кубка африканських націй 1992 року у Сенегалі, чемпіонату світу 1994 року у США.
Загалом протягом кар'єри в національній команді, яка тривала 8 років, провів у її формі 30 матчів, забивши 2 голи.